# Yenifakılı (district)
Yenifakılı is een Turks district in de provincie Yozgat en telt 6.955 inwoners (2007). Het district heeft een oppervlakte van 505,2 km². Hoofdplaats is Yenifakılı.
De bevolkingsontwikkeling van het district is weergegeven in onderstaande tabel.
| 1997   | 2000   | 2007  |
| ------ | ------ | ----- |
| 10.487 | 15.603 | 6.955 |